# USS Dolphin (AGSS-555)
Pour les articles homonymes, voir USS Dolphin.
L'USS Dolphin (AGSS-555) était un sous-marin de recherche et de développement diesel-électrique de l'United States Navy. Il a été mis en service en 1968 et désarmé en 2007. Sa carrière de 38 ans a été la plus longue de l'histoire d'un sous-marin de l'US Navy. C'était le dernier sous-marin opérationnel à propulsion conventionnelle de la Marine.

## Construction et services
Dolphin a été conçu dans le cadre du projet SCB 207 (Ship Characteristics Board (en)) par l'Institut naval des États-Unis. Sa quille a été posée le 9 novembre 1962 au chantier naval de Portsmouth, à Kittery, dans le Maine. Il a été lancé le 8 juin 1968, parrainé par Mme Maggie Shinobu Inouye, épouse du sénateur américain Daniel Inouye, et mis ennservice le 17 août 1968.
Le numéro de coque du Dolphin, « 555 », est inhabituel en ce sens qu'il a été pris hors séquence. Au moment de sa mise en service en 1968, les cinq autres nouveaux sous-marins mis en service cette année-là, tous de la classe Sturgeon, avaient des numéros de coque allant de 638 à 663. Le numéro de coque du Dolphin a été tiré d'un bloc de numéros de coque annulés de la Seconde Guerre mondiale de la classe Tench.
Malgré une réparation et une mise à niveau récente, le Dolphin a été désarmé le 15 janvier 2007 et rayé du Naval Vessel Register à la même date. Le sous-marin est maintenant un navire musée dans la baie de San Diego sous la direction du musée maritime de San Diego.
Le Dolphin a été officiellement transféré au Musée maritime de San Diego en septembre 2008, pour devenir le huitième navire de sa collection flottante. Il a été ouvert au public pour la première fois le 4 juillet 2009. Il se trouve à côté du ferry Berkeley.

## Galerie

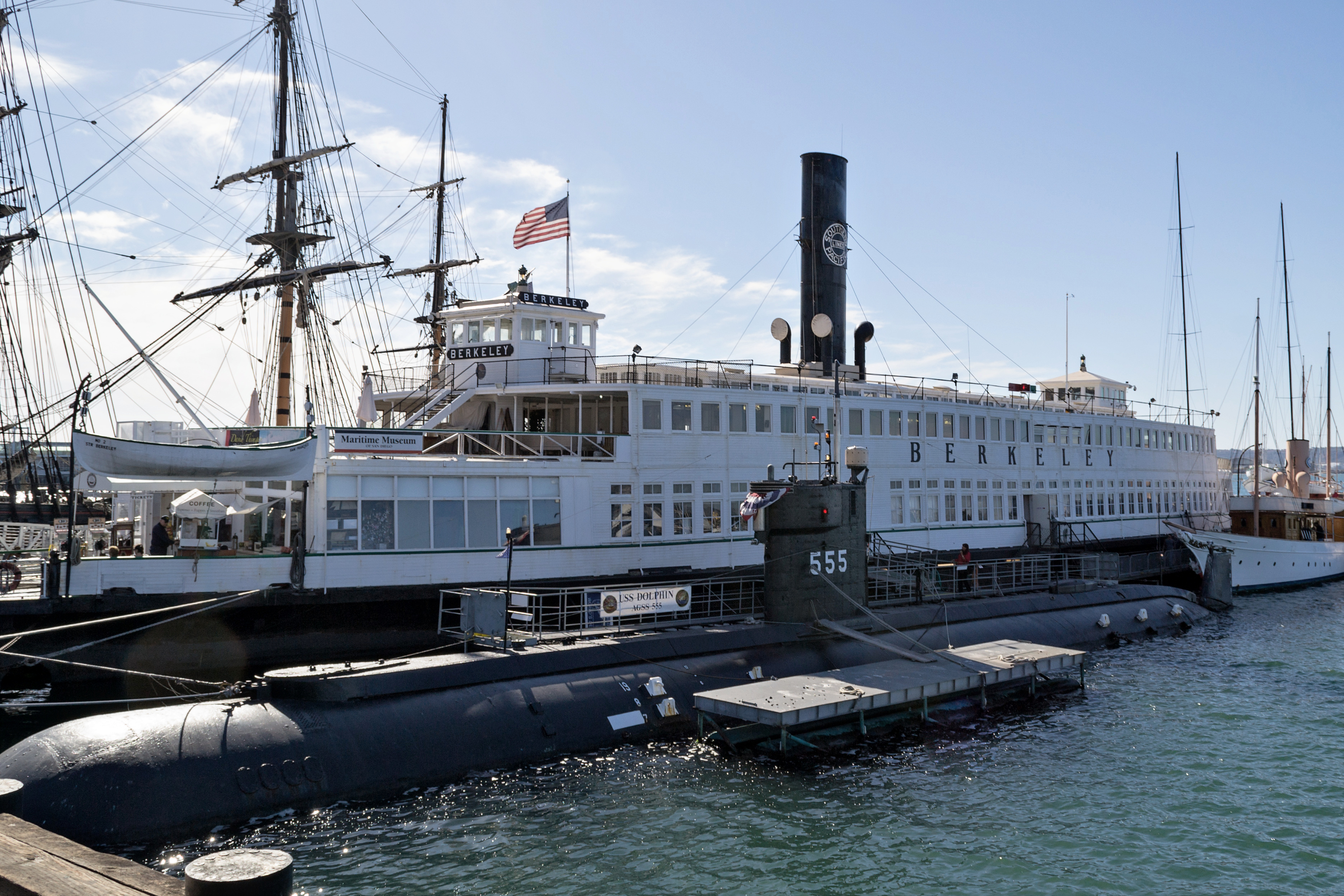
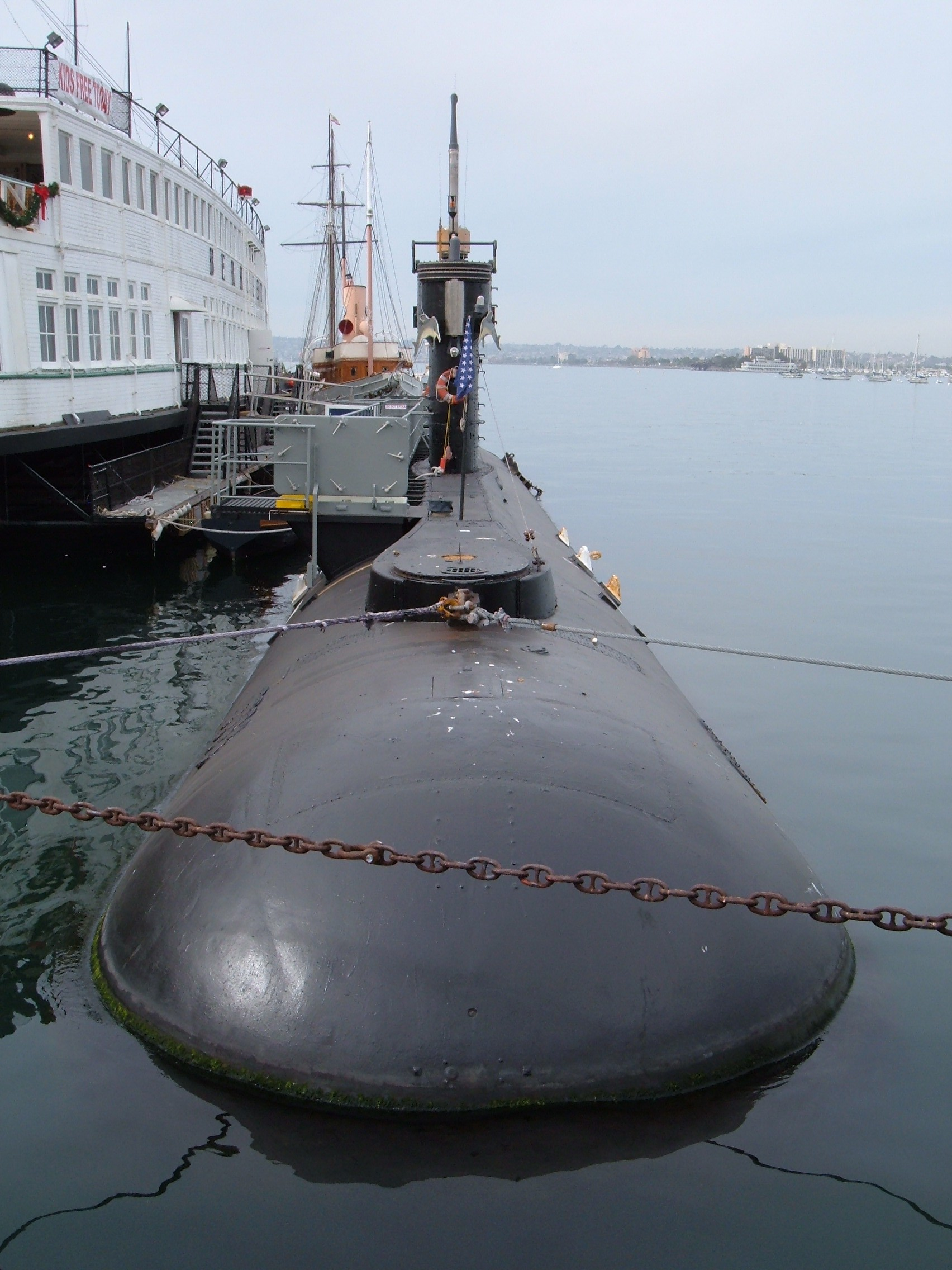
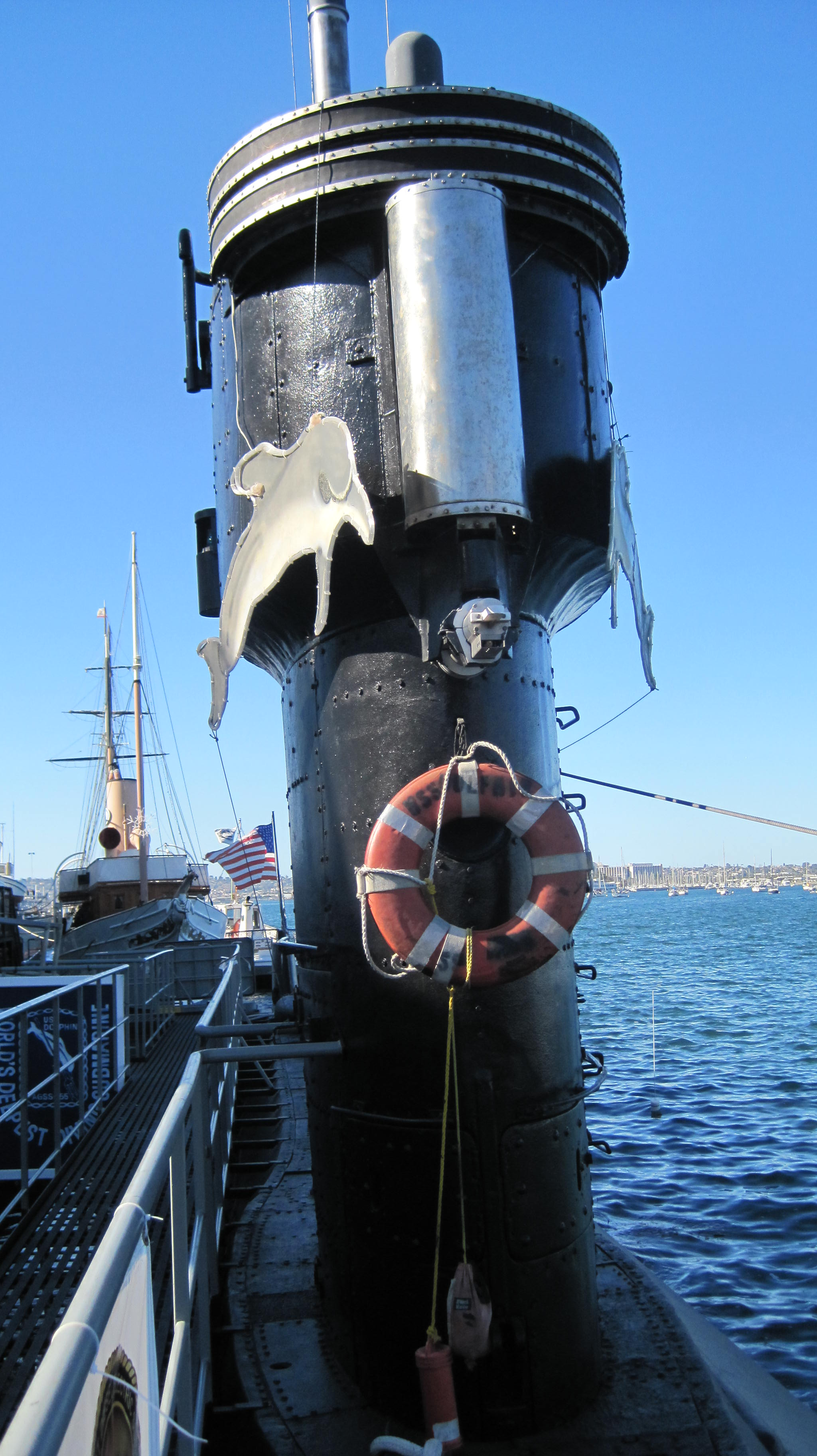